# Major League Baseball 1910

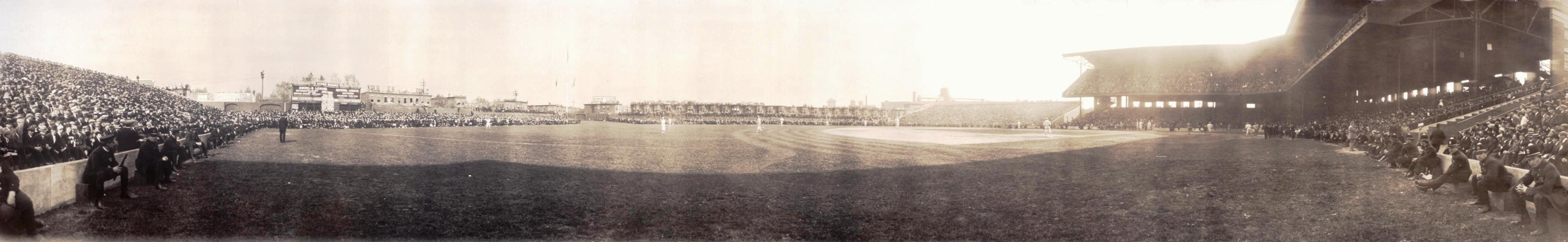
Fotografia di una partita delle World Series 1910.

La stagione 1909 della Major League Baseball (MLB) si è aperta il 14 aprile con tutte e sedici le squadre in campo nella stessa giornata.
Le World Series si sono svolte tra il 17 e il 22 ottobre, si sono concluse con la vittoria dei Philadelphia Athletics per 4 partite a 1 sui Chicago Cubs.

## Regular Season

### American League
| # | Squadra                | Vittorie | Sconfitte | Perc. | Diff. |
| - | ---------------------- | -------- | --------- | ----- | ----- |
| 1 | Philadelphia Athletics | 102      | 48        | .680  | -     |
| 2 | New York Highlanders   | 88       | 63        | .583  | 14.5  |
| 3 | Detroit Tigers         | 86       | 68        | .558  | 18.0  |
| 4 | Boston Red Sox         | 81       | 72        | .529  | 22.5  |
| 5 | Cleveland Naps         | 71       | 81        | .467  | 32.0  |
| 6 | Chicago White Sox      | 68       | 85        | .444  | 35.5  |
| 7 | Washington Senators    | 66       | 85        | .437  | 36.5  |
| 8 | St. Louis Browns       | 47       | 107       | .305  | 57.0  |

### National League
| # | Squadra               | Vittorie | Sconfitte | Perc. | Diff. |
| - | --------------------- | -------- | --------- | ----- | ----- |
| 1 | Chicago Cubs          | 104      | 50        | .675  | -     |
| 2 | New York Giants       | 91       | 63        | .591  | 13.0  |
| 3 | Pittsburgh Pirates    | 86       | 67        | .562  | 17.5  |
| 4 | Philadelphia Phillies | 78       | 75        | .510  | 25.5  |
| 5 | Cincinnati Reds       | 75       | 79        | .487  | 29.0  |
| 6 | Brooklyn Superbas     | 64       | 90        | .416  | 40.0  |
| 7 | St. Louis Cardinals   | 63       | 90        | .412  | 40.5  |
| 8 | Boston Doves          | 53       | 100       | .346  | 50.5  |

### Record Individuali

#### American League
| Stat. | Giocatore     | Squadra                | Totale |
| ----- | ------------- | ---------------------- | ------ |
| AVG   | Nap Lajoie    | Cleveland Naps         | .384   |
| HR    | Jack Stahl    | Boston Red Sox         | 10     |
| RBI   | Sam Crawford  | Detroit Tigers         | 120    |
| R     | Ty Cobb       | Detroit Tigers         | 106    |
| H     | Nap Lajoie    | Cleveland Naps         | 227    |
| SB    | Eddie Collins | Philadelphia Athletics | 81     |

| Stat. | Giocatore      | Squadra                | Totale |
| ----- | -------------- | ---------------------- | ------ |
| W     | Jack Coombs    | Philadelphia Athletics | 31     |
| L     | Ed Walsh       | Chicago White Sox      | 20     |
| ERA   | Ed Walsh       | Chicago White Sox      | 1.27   |
| K     | Walter Johnson | Washington Senators    | 313    |
| IP    | Walter Johnson | Washington Senators    | 370    |
| SV    | Ed Walsh       | Chicago White Sox      | 5      |

#### National League
| Stat. | Giocatore     | Squadra               | Totale |
| ----- | ------------- | --------------------- | ------ |
| AVG   | Sherry Magee  | Philadelphia Phillies | .331   |
| HR    | Fred Beck     | Boston Doves          | 10     |
| HR    | Frank Schulte | Chicago Cubs          | 10     |
| RBI   | Sherry Magee  | Philadelphia Phillies | 123    |
| R     | Sherry Magee  | Philadelphia Phillies | 110    |
| H     | Bobby Byrne   | Pittsburgh Pirates    | 178    |
| H     | Honus Wagner  | Pittsburgh Pirates    | 178    |
| SB    | Bob Bescher   | Cincinnati Reds       | 70     |

| Stat. | Giocatore         | Squadra               | Totale |
| ----- | ----------------- | --------------------- | ------ |
| W     | Christy Mathewson | New York Giants       | 27     |
| L     | George Bell       | Brooklyn Superbas     | 27     |
| ERA   | King Cole         | Chicago Cubs          | 1.80   |
| K     | Earl Moore        | Philadelphia Phillies | 185    |
| IP    | Nap Rucker        | Brooklyn Superbas     | 320 ⅓  |
| SV    | Mordecai Brown    | Chicago Cubs          | 7      |
| SV    | Harry Gaspar      | Cincinnati Reds       | 7      |

## Post Season

### World Series
| Data                                        | Squadra di casa        | Squadra ospite         | Ris.   |
| ------------------------------------------- | ---------------------- | ---------------------- | ------ |
| 17/10                                       | Philadelphia Athletics | Chicago Cubs           | 4 - 1  |
| 18/10                                       | Philadelphia Athletics | Chicago Cubs           | 9 - 3  |
| 20/10                                       | Chicago Cubs           | Philadelphia Athletics | 5 - 12 |
| 22/10                                       | Chicago Cubs           | Philadelphia Athletics | 4 - 3  |
| 23/10                                       | Chicago Cubs           | Philadelphia Athletics | 2 - 7  |
| Philadelphia Athletics vincono la serie 4-1 |                        |                        |        |

## Campioni
| World Series 1910 Philadelphia Athletics Primo titolo |